# بوب جونسون
بوب جونسون (بالإنجليزية: Bob Johnson)‏ (و. 1920 – 1993 م) هو ممثل صوت، وممثل، وممثل تلفزيوني، من الولايات المتحدة الأمريكية، ولد في بورتلاند، أوريغون، توفي في مولوكاي، عن عمر يناهز 73 عاماً.

## وصلات خارجية
- بوب جونسون على موقع IMDb (الإنجليزية)
- بوب جونسون على موقع قاعدة بيانات الفيلم (الإنجليزية)